# Ральф против интернета
«Ральф против Интернета» (англ. Ralph Breaks the Internet, дословно — «Ральф ломает Интернет») — американский полнометражный компьютерно-анимационный комедийный фильм 2018 года, производства «Walt Disney Pictures» и «Walt Disney Animation Studios». Является сиквелом мультфильма «Ральф», вышедшего в 2012 году, и пятьдесят седьмым мультфильмом студии. Картина вышла на экраны в России 22 ноября 2018 года.

## Сюжет
Действие происходит спустя шесть лет после событий первого фильма. Сюжет повествует о приключениях Ральфа на пространствах Интернета, когда владелец игрового зала Литвак подключает Wi-Fi-роутер к удлинителю, к которому подключены все игровые автоматы. Ванилопа рассказывает Ральфу, что за эти шесть лет ей наскучила однообразная жизнь гонщицы, и она хочет чего-то нового в своей игре, тогда как Ральфа всё устраивает. Тогда Громила решается на необдуманный шаг — он буквально выдалбливает новую извилистую и не очень ровную трассу для своей подруги-гонщицы. В это время идёт гонка и Ванилопой управляет геймер, и эта трасса не входит в план самой гонки. Ванилопа клюёт на это и сворачивает с гоночной трассы. Девочка-геймер поняла, что её игровой персонаж свернула не туда, и пытается вырулить обратно, но Ванилопа не слушается. В результате ломается руль аппарата, а сама Ванилопа теряет управление и попадает в шоколадное болото. Литвак отключает автомат Ванилопы от сети. Персонажей отключённой игры расселяют по остальным играм. Феликс и Калхун удочеряют пятнадцать гонщиц из «Сладкого форсажа».
Ванилопа сильно переживает из-за поломки своего автомата. Чтобы достать новый руль, они с Ральфом отправляются в Интернет. Герои встречают поисковика по имени ВсёУзнай, который помогает им найти сайт компании Ebay, где они участвуют в аукционе и выигрывают нужную  деталь. Но они не сразу понимают, что платить за приобретённый товар нужно настоящими деньгами и притом заплатить нужно столько, сколько они же сами и назвали в ходе торгов — 27 001 доллар, иначе сделка автоматически аннулируется. В поисках способа заработать нужную сумму денег Ральф и Ванилопа обращаются к  всплывающей рекламе по имени Спамли, который предлагает им заработать, играя в игры. Он даёт им задание — угнать машину стритрейсерши Шэнк из игры «Убойные гонки», за которую дана награда 40 000 долларов.
Ральф и Ванилопа проникают в игру и угоняют машину, а её хозяйка вместе со своими приятелями пускается в погоню за угонщиками. В ходе безумной погони Шэнк восхищается мастерством Ванилопы. Ральфу и Ванилопе так и не удаётся угнать легендарную тачку, но Шэнк советует им найти более удобный способ заработать денег: она знакомит их со своей подругой — Классс, главным алгоритмом видеохостинга «BuzzTube». Классс видит в Ральфе нераскрытый потенциал и помогает ему стать самым популярным на своём портале. Ральф начинает выпускать  видеоролики со своим участием, у него появляется множество поклонников, и всё идёт по плану. Классс решает разрекламировать Ральфа и по его совету отправляет Ванилопу на сайт «Oh My Disney», где та убегает от имперских штурмовиков из «Звёздных войн» (в этом эпизоде промелькнула фигурка Стэна Ли, стоящего возле Железного человека из вселенной «Marvel»), заподозривших её в незаконной рекламной деятельности, и случайно попадает в покои диснеевских принцесс, где те едва не нападают на неё. Осознавая, что у неё могут быть большие неприятности, Ванилопа говорит принцессам, что она тоже одна из них. Принцессы принимают её за свою и рассказывают Ванилопе о том, как правильно петь «песню своей мечты». Ванилопа, следуя их рекомендациям, поёт песню и понимает, что хочет остаться в Интернете, в игре «Убойные гонки», вместе с Шэнк.
Тем временем Ральф набирает нужную сумму денег (причём даже с избытком — 30 127 долларов), оплачивает счёт и пытается позвонить Ванилопе. Но он становится случайным свидетелем разговора Ванилопы и Шэнк, где Ванилопа рассказывает ей, как сильно хочет остаться здесь, но не знает, как сказать об этом Ральфу. Шэнк говорит Ванилопе, что «настоящие друзья не обязаны мечтать об одном и том же». Ральф, услышав их разговор, впадает в настоящий шок (тем более, что предыдущее посещение «Убойных гонок» оставило у него весьма неприятное впечатление). Он решает запустить в игру Шэнк вирус, чтобы игра стала немного «подтормаживать», в результате чего Ванилопе стало бы скучно, и она захотела бы вернуться в «Сладкий форсаж». Ральф вместе со Спамли и его помощником Гордоном отправляется в Тёмный Интернет к Двойному Дэну, слизнеподобному торговцу различными вирусами. Дэн даёт Ральфу вирус «Артур» и рассказывает ему о его способности  копировать разные дефекты и уязвимости и размножать их в невероятных масштабах, но предупреждает Громилу, чтобы он не выпустил вирус из «Убойных гонок», иначе погибнет весь Интернет. Ральф запускает в игру вирус, но всё идёт не так, как он хотел. Вирус скопировал глючность Ванилопы и заразил ею всю игру. Ральф вытаскивает оттуда Ванилопу в самый последний момент, потому что перезагрузка игры может её стереть, поскольку её программный код не является частью игры Шэнк. Он сожалеет о содеянном и признаёт свою вину. Ванилопа злится на него и выбрасывает его медальон-сердечко, затем уходит в случайном направлении.
Опасения Двойного Дэна подтвердились: вирус всё же выбирается из игры на свободу, незаметно копирует Ральфа и заражает весь Интернет армией его злых двойников-зомби, которые ищут Ванилопу и пытаются её поймать. Ральф с Ванилопой прячутся от них в поисковом веб-сайте у ВсёУзная, он говорит им о причине возникновения вируса и о способах его устранения: через Антивирусный Портал или Психотерапией (что, по его мнению, вряд ли возможно). Их обоих выручает Классс. Она помогает провести клонов к Антивирусному Порталу, чтобы они все исчезли, но по дороге её Браузер попадает в аварию и разбивается, а армия Ральфов, не дойдя до портала, собирается в одного гигантского красного монстра. Ральф и Ванилопа спасают друг друга, после чего мирятся. Это приводит к самоудалению клонов Ральфа и спасению Интернета. Однако Ральф, которого клоны и держали, при их исчезновении падает вниз. К нему на выручку мчится его приятель рекламщик Спамли вместе с Гордоном, но их Браузер не выдержал его вес, от сильного удара Ральф теряет сознание и продолжает падать. К счастью, его вовремя замечают принцессы и совместными усилиями спасают от неминуемой гибели. Ванилопа пожелала остаться в «Убойных гонках», и Шэнк подключила её программный код к игре, а Ральф, смирившись с выбором Ванилопы, отпускает её и возвращается в свой игровой автомат.
Игру «Сладкий форсаж» восстанавливают. Но Ральфу непривычно без Ванилопы, как и ей без него. Спустя некоторое время они выходят на связь с помощью коммуникатора и рассказывают друг другу разные новости. Закончив разговор, Ральф смотрит на рассвет, к нему в это время подходит Феликс и спрашивает, всё ли у него хорошо. Громила отвечает «Да» и они оба идут к своей игре.
В первой сцене после титров можно увидеть, как Ральф и Ванилопа вторгаются в детскую игру, где раскармливают кролика блинами до того, что тот взрывается, при этом сильно напугав игравшего в эту игру ребёнка. В конце титров начинается тизер на мультфильм «Холодное сердце 2». Но через секунду-другую Ральф «рикроллит» зрителей, исполняя песню Рика Эстли 1987 года «Never Gonna Give You Up».

## Роли озвучивали
- Джон С. Райли — Ральф[5]
- Сара Сильверман — Ванилопа фон Кекс[6]
- Джек МакБрайер — Мастер Феликс-младший[7]
- Джейн Линч — Сержант Калхун[7]
- Галь Гадот —  Шэнк[8]
- Тараджи П. Хенсон — Класс[9]
- Алан Тьюдик — ВсёУзнай[10]
- Билл Хейдер — Спамли
- Альфред Молина — Двойной Дэн
- Эд О’Нилл — мистер Литвак
- Ана Ортис — Мама маленькой балерины[11]

В фильме также «приняли участие» все диснеевские принцессы, включая: Джоди Бенсон в роли Ариэль, Пейдж О'Хара в роли Белль, Линду Ларкин в роли Жасмин, Ирен Бедард в роли Покахонтас, Минг-На Вен в роли Мулан, Анику Нони Роуз в роли Тианы, Мэнди Мур в роли Рапунцель, Келли Макдональд в роли Мериды, Идину Мензел в роли Эльзы, Кристен Белл в роли Анны и Аулии Кравальо в роли Моаны. Золушка, Белоснежка и Аврора озвучены новыми актрисами — Дженнифер Хейл, Памелой Рибон и Кейт Хиггинс.  Мэри Коста, озвучившая принцессу Аврору в «Спящей красавице», является единственной из всех доживших до 2018 года актрис, кто отказался вернуться к озвучиванию своей героини, сославшись на возраст.
Кроме того, в фильме присутствуют такие персонажи, как C-3PO и принцесса Лея из «Звёздных войн», Железный человек и Гамора из комиксов издательства Marvel Comics. Также в мультфильме должен был появиться Грут, однако сцены с ним вырезали. Роджер Крэйг Смит вновь озвучил ежа Соника.

## Производство
В октябре 2012 года, после премьеры «Ральфа», режиссёр Рич Мур заявил, что у него и Disney есть идеи насчёт продолжения. Мур заявил, что многие члены съёмочной группы и актёры, озвучивавшие персонажей, готовы участвовать в продолжении, полагая, что в «Ральфе» они «едва поцарапали поверхность» игрового мира. Он также заявил, что планирует ввести в сиквел персонажей вселенных Марио и фильма Трон. В 2014 году композитор Генри Джекман заявил, что ведётся работа над сюжетом. В июле 2015 года Джон С. Райли сказал, что вернётся к озвучке Ральфа.
24 марта 2016 года Рич Мур заявил, что сиквел всё ещё планируется. Мур также надеялся непременно внести в сюжет появления Марио, ссылаясь на «хорошие отношения с «Nintendo». 30 июня 2016 года Walt Disney Animation Studios объявили о том, что сиквел выйдет на экраны 9 марта 2018 года с Райли, Муром и сценаристом Филом Джонстоном, и что по сюжету мультфильма главный герой Ральф перенесётся из мира игровых автоматов в цифровой мир.
В марте 2017 года, на фестивале CinemaCon, было анонсировано название сиквела. Далее Disney подтвердил, что Райли, Джейн Линч, Джек Макбрайер и Сара Сильверман вернутся к озвучке своих персонажей, в то время как Рич Мур возвращается в качестве режиссёра, к нему присоединяется co-сценарист Фил Джонстон в его режиссёрский дебют и Кларк Спенсер возвращается в качестве продюсера. Подзаголовок мультфильма предполагает, что это намёк на сомнительные фотографии Ким Кардашян, используемые журналом Paper в 2014 году; популярность фотографий сбила сервера Paper, и, таким образом, было сказано, что Кардашян «сломала Интернет».

## Релиз
30 июля 2016 года студия Walt Disney Animation Studios объявила, что продолжение выйдет 9 марта 2018 года. Однако в апреле 2017 года дату выхода перенесли сначала на 21, а затем на 22 ноября 2018 года.  В августе вышел трейлер мультфильма. Он вышел на экраны в формате 3D, 2D и IMAX 3D.

## Саундтрек
19 сентября 2018 года Imagine Dragons выпустили первый сингл из саундтрека под названием «Zero», который играет во время финальных титров фильма. 23 октября 2018 года музыкальное видео «Zero» было размещено на канале Imagine Dragons на YouTube. В фильме использована оригинальная песня под названием «A Place Called Slaughter Race», исполненная Сарой Сильверман и Галь Гадот, написанная Томом Макдугаллом и сорежиссером фильма Филом Джонстоном и написанная Аланом Менкеном. Поп-версия песни «In This Place» была исполнена Джулией Майклс.
В фильме также представлены песни из различных фильмов с участием диснеевских принцесс, а также кавер-версия Деми Ловато «Let it Go», сыгранная в начале сцены Oh My Disney. Ральф также исполняет песню Рика Эстли «Never Gonna Give You Up» в сцене после титров. Саундтрек создан композитором Генри Джекманом, который также сочинил партитуру из предыдущего фильма. Он был выпущен в цифровом виде 16 ноября 2018 года, и на CD 30 ноября 2018 года.

## Критика
Мультфильм получил высокие оценки кинокритиков. На сайте Rotten Tomatoes у него 88 % положительных рецензий на основе 256 отзывов со средней оценкой 7,3 из 10. На Metacritic'e – 71 балл из 100 на основе 43 рецензий.

## Продолжение и спин-офф
Режиссёры Рич Мур и Фил Джонстон заявили, что продолжение фильма «Ральф против интернета», посвященный принцессам Диснея, может быть сделан в зависимости от реакции аудитории и «если будет хорошая история, которую нужно рассказать». Кроме того, Джон С. Райли заявил, что у него есть идея, если будет снят третий фильм, он хотел бы видеть, как Ральф и Ванилопа «излучают себя прямо в космосе».